# كارولين بي. وينسلو
كارولين بي. وينسلو (بالإنجليزية: Caroline B. Winslow)‏ هي طبيبة أمريكية، ولدت في 19 نوفمبر 1822 في Appledore, Kent ‏ في المملكة المتحدة، وتوفيت في 7 ديسمبر 1896 في واشنطن العاصمة في الولايات المتحدة.